# Enrique Sáenz-Valiente

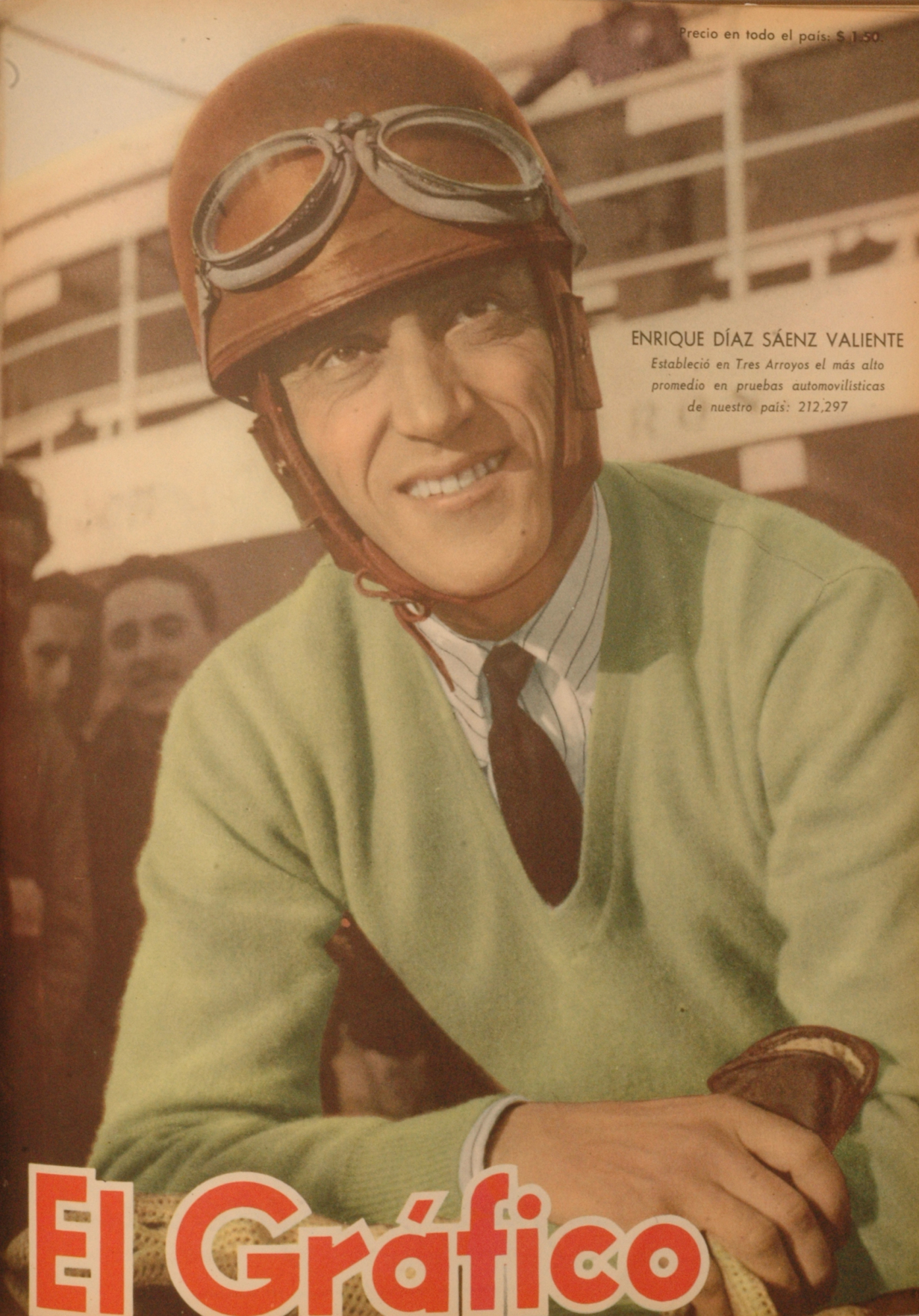
Enrique Sáenz-Valiente 1954

Carlos Enrique Díaz Sáenz-Valiente (* 25. Januar 1917 in Mar del Plata; † 14. Februar 1956 in Atos Pampa) war ein argentinischer Sportschütze und Autorennfahrer.

## Sportschütze
Enrique Sáenz-Valiente war in den 1940er- und 1950er-Jahren ein erfolgreicher Sportschütze. Bei den Olympischen Sommerspielen 1948 in London erreichte er im Schießen mit der Schnellfeuerpistole auf die Distanz von 25 Metern hinter dem Ungarn Károly Takács die Silbermedaille. In dieser Disziplin wurde er vier Jahre später, bei den Olympischen Spielen in Helsinki, Vierter. 1947 schoss er sich in Stockholm zum Weltmeistertitel.

## Karriere als Rennfahrer
Enrique Sáenz-Valiente war in den 1950er-Jahren als Herrenfahrer aktiv. Bei nationalen argentinischen Sportwagenrennen war er zwischen 1953 und 1955 fast unschlagbar. Bei 21 Starts blieb er 14-mal siegreich und wurde 3-mal zweiter. Sein größter Erfolg war der Gesamtsieg beim zur Sportwagen-Weltmeisterschaft 1955 zählenden 1000-km-Rennen von Buenos Aires. Partner im Ferrari 375 Plus war sein Landsmann José-Maria Ibánez.
Er starb im Februar 1956 bei einem Flugzeugabsturz.

## Statistik

### Einzelergebnisse in der Sportwagen-Weltmeisterschaft
| Saison | Team | Rennwagen        | 1   | 2   | 3   | 4   | 5   | 6   |
| ------ | ---- | ---------------- | --- | --- | --- | --- | --- | --- |
| 1955   |      | Ferrari 375 Plus | BUA | SEB | MIM | LEM | RTT | TAR |
| 1955   | 1    | Ferrari 375 Plus |     |     |     |     |     |     |
| 1956   |      | Ferrari 375 Plus | BUA | SEB | MIM | NÜR | KRI |     |
| 1956   | DNF  | Ferrari 375 Plus |     |     |     |     |     |     |